# كنود أمير الدنمارك بالوراثة
كنود وريث أمير الدنمارك (بالدنماركية: Arveprins Knud)‏ (27 يوليو 1900 - 14 يونيو 1976) كان الابن الثاني والأصغر لكريستيان العاشر ملك الدنمارك.